# Пеликан-Рапидс (город, Миннесота)
Пеликан-Рапидс (англ. Pelican Rapids) — город в округе Оттер-Тейл, штат Миннесота, США. На площади 6,9 км² (6,8 км² — суша, 0,1 км² — вода), согласно переписи 2002 года, проживают 2374 человека. Плотность населения составляет 349,7 чел./км².
- Телефонный код города — 218
- Почтовый индекс — 56572
- FIPS-код города — 27-50164[1]
- GNIS-идентификатор — 0649246[2]